# Darrin Hancock
Darrin Hancock (Birmingham, 3 novembre 1971) è un ex cestista statunitense, professionista nella NBA.

## Carriera
È stato selezionato dagli Charlotte Hornets al secondo giro del Draft NBA 1994 (38ª scelta assoluta).

## Palmarès
- McDonald's All-American Game (1990)
- 3 volte campione USBL (2000, 2003, 2004)
- USBL Postseason MVP (2003)
- 2 volte All-USBL First Team (2000, 2003)
- USBL All-Defensive Team (2000)
- Miglior tiratore da tre punti USBL (2003)